# Pontypool
Pontypool (walisisch Pont-y-pŵl) ist eine Stadt mit ungefähr 36.485 Einwohnern (2011) im walisischen County Borough Torfaen (Unitary Authority) und ist dessen Verwaltungssitz. 

## Stadtentwicklung
Die Stadt ist eine ehemalige Industriestadt, in der es sowohl eine große Kohlebergbau- und Stahl-Tradition gab als auch kunsthandwerkliche mit Japanlack arbeitende Betriebe. Nach der Krise der walisischen Industrie erholt sich die Stadt langsam und wird zur Schlafstadt für die benachbarten Cwmbran (knapp acht Kilometer südlich) und Newport (etwa 15 km südlich).

## Sport
Pontypool war unter anderem einer der Austragungsorte bei der Frauen-Rugby-Union-Weltmeisterschaft 1991 und der Rugby-Union-Weltmeisterschaft 1991.

## Städtepartnerschaften
Partnerstädte von Pontypool sind Longjumeau in Frankreich und Bretten in Baden-Württemberg seit 1994 sowie Condeixa-a-Nova in Portugal seit 1999.

## Söhne und Töchter der Stadt
- Alfred Lawrence, 1. Baron Trevethin (1843–1936), britischer Jurist
- Roy Jenkins (1920–2003), Politiker (Labour Party), u. a. Schatzkanzler, und Autor
- Jennifer Daniel (1936–2017), Schauspielerin
- Gwyneth Jones (* 1936), Opernsängerin
- Joan Mary Ruddock (* 1943), walisische Politikerin (Labour Party), ehemalige Vorsitzende der Campaign for Nuclear Disarmament
- Sean Moore (* 1968), Komponist und Schlagzeuger der Manic Street Preachers
- Eben Upton (* 1978), Informatiker
- Luke Evans (* 1979), Schauspieler
- Luke Pearce (* 1987), Rugby-Union-Schiedsrichter

## Nachweise
1. ↑  Statistics-and-Census-Information 2011: Pontypool-Town (Memento des Originals vom 16. März 2017 im Internet Archive)  Info: Der Archivlink wurde automatisch eingesetzt und noch nicht geprüft. Bitte prüfe Original- und Archivlink gemäß Anleitung und entferne dann diesen Hinweis., abgerufen am 15. März 2017
2. ↑  Website Torfaen County Borough Council – Town Twinning